# Briega
Briega es un medio de información independiente editado en Cantabria (España), que se presenta tanto en formato de periódico digital como en boletín mensual en papel. Fundado en el año 2004, su propósito editorial se enfoca en alimentar la conciencia antiautoritaria dentro de los movimientos sociales en la región.

## Historia
El portal surgió el 9 de agosto de 2004 fruto de conversaciones mantenidas entre compañeros libertarios del occidente de Cantabria que sentían la necesidad de crear un proyecto de contrainformación donde ampliar las posibilidades de difundir las luchas que se estaban dando en ese momento en la región desde un punto de vista libertario. Los primeros años tuvo una frecuencia de publicación limitada que aumento hasta alcanzar una periodicidad diaria en 2009 tras la incorporación colaboradores procedentes de Santander. En 2010 un ataque cibernético dejó la web fuera de servicio durante dos meses.
 Algunas de las coberturas de la primera década abordando temas como las protestas contra la implantación una central térmica en Torrelavega, el proyecto de Línea de alta velocidad Palencia-Reinosa-Santander, o los proyectos de fractura hidráulica que afectaron a la región, así como las movilizaciones contra el plan Bolonia o el movimiento 15-M.
El 4 de abril de 2018 se editó el primer número en papel de Briega, una publicación mensual de ocho páginas que se distribuye de manera  gratuita principalmente en Santander.En diciembre de 2024 el boletín alcanzó su edición número 60.

## Equipo editorial
La gestión editorial de Briega, tanto en su versión digital como en su publicación impresa, recae en el Colectivo Editorial Briega. Todos los contenidos generados por el colectivo están bajo licencia Creative Commons en su versión Compartir Igual (CC-BY-SA). El proyecto se sustenta económicamente mediante cuotas, donaciones y actividades puntuales.